# Валбурга
Валбурга (словен. Valburga) је насељено место у општини Медводе, Средњесловенска регија, Словенија.

## Историја
До територијалне реорганизације у Словенији била је у саставу града Љубљане, односно старе општине Шишка.

## Становништво
У попису становништва из 2011. године, Валбурга је имала 540 становника.
| Број становника према пописима | Број становника према пописима | Број становника према пописима |
| ------------------------------ | ------------------------------ | ------------------------------ |
| 1991                           | 2002                           | 2011                           |
| 423                            | 499                            | 540                            |

Напомена: До 1952. исказивано под именом Света Валбурга.

## Галерија
- табла на улазу
- замак Лазарини
- калварија
- панорама